# Atractiellales
Die Atractiellales sind eine Ordnung der Ständerpilze (Basidiomycota). Sie sind durch den Besitz spezielle Organellen, der Symplechosomen, ausgezeichnet, leben saprobiontisch und sind die einzige Ordnung der Klasse Atractiellomycetes.

## Merkmale und Lebensweise
Die Vertreter der Atractiellales zeichnen sich durch das Vorhandensein spezieller Organellen aus, der Symplechosomen: ein Symplechosom besteht aus Stapeln von Zisternen des Endoplasmatischen Reticulums, die durch hexagonal Filamente miteinander verbunden sind. Reife Symplechosomoen sind meist an beiden Seiten über gleiche Filamente mit Mitochondrien verbunden. Die Funktion der Symplechosomen ist unbekannt.
Bei einem Teil der Atractiellales sind die Septalporen mit Microbodys assoziiert, bei anderen mit Atractosomen: diese entstehen aus Zisternen des Endoplasmatischen Reticulums, die sich am Rand einbiegen und so ein kugeliges Kompartiment bilden.
Die Vertreter leben als Saprobionten. Sie bilden Hyphen, keine Hefen. Aus der keimenden Basidiospore wächst eine saprobiontisch lebende, haploide Hyphe aus. Sie bilden haploide Konidien. Die Fruchtkörper sind sehr verschiedenartig: es gibt stilboide (gestielt mit Köpfchen), resupinate (flach auf der Oberfläche liegend mit Basidien nach oben weisend) und pyknidienförmige Fruchtkörper. Helicogloea und Saccoblastia schleudern die Sporen aus (Ballistosporen), die anderen nicht. Innerhalb der Ordnung gibt es auch einige asexuelle Gattungen (Anamorphen).

## Systematik
Die Atractiellomycetes stehen innerhalb der Pucciniomycotina recht basal, sie sind die Schwestergruppe aller anderen Klassen mit Ausnahme der Pucciniomycetes. Die Atractiellomycetes umfassen die einzige Ordnung Atractiellales mit folgenden Familien und Gattungen:
- Atractogloeaceae
  - Atractogloea

- Mycogelidiaceae
  - Mycogelidium

- Phleogenaceae: Septalporen mit Atractosomen
  - Atractiella
  - Helicogloea (zum Teil)
  - Phleogena

- Saccoblastiaceae: Septalporen mit Microbodys
  - Helicogloea (zum Teil)
  - Infundibura (Anamorphen)
  - Saccoblastia s. str.

- keiner Familie zugeordnet:
  - Hobsonia (Anamorphen)
  - Leucogloea (Anamorphen)